# 305년

## 연호
- 서진(西晉) 영흥(永興) 2년
- 성한(成漢) 건흥(建興) 2년
- 전조(前趙) 원희(元熙) 2년

## 기년
- 서진(西晉) 혜제(惠帝) 16년
- 신라(新羅) 기림 이사금(基臨泥師今) 8년
- 고구려(高句麗) 미천왕(美川王) 6년
- 백제(百濟) 비류왕(比流王) 2년

## 사건
- 5월 1일 - 로마 황제 디오클레티아누스 퇴위.